# Animal (放浪新世代歌曲)
《ANIMAL》是日本音樂團體GENERATIONS的第2张单曲，於2013年1月30日由rhythm zone发售。

## 概要
- A面曲《ANIMAL》是朝日電視台節目《お願い!ランキング》2013年1月度片尾曲。
- B面曲《如今、化作風兒》於「夢者修行」首次披露。
- 此單曲有2個版本，分別有「CD+DVD」和「CD ONLY」。「CD+DVD」收錄了《ANIMAL》的Music Video，以及於「第三代 J Soul Brothers LIVE TOUR 2012 "0〜ZERO〜"」埼玉超級體育館公演，《BRAVE IT OUT》的演唱片段。
- 在2月11日於公信榜单曲週排行榜取得第2位。

## 收錄内容

### CD
1. ANIMAL
（作詞：SUNNY BOY、作曲：Erik Lidbom・Jon Hallgren、編曲：Erik Lidbom）
2. 如今、化作風兒（今、風になって）
（作詞：ARIKA、作曲・編曲：Pochi）
3. ANIMAL (Instrumental)
4. 如今、化作風兒 (Instrumental)

### DVD
1. ANIMAL（Music Video）
2. BRAVE IT OUT（Live -第三代 J Soul Brothers LIVE TOUR 2012 "0〜ZERO〜" @ SAITAMA SUPER ARENA-）